# Jerzy Marcin Ożarowski

Wapen

Jerzy Marcin Ożarowski (1690 - 1742) was een Pools aristocraat en militair. Hij was Kronfeldlagermeister of Oboźny wielki koronny van de Poolse koning, een hoge functie in de hofhouding met verantwoordelijkheid voor het koninklijk kampement van Augustus III van Polen en Saksen.
In 1737 was Jerzy Marcin Ożarowski een van de vier in de tweede reeks benoemingen in de Pools-Saksische Militaire Orde van Sint-Hendrik benoemde militairen en hovelingen. In 1740 ontving hij ook de Orde van de Witte Adelaar.